# MBC Dinamo Moscou
L'MBC Dinamo Moscou (en rus МБК Дина́мо Москва́, MBK Dinamo Moskvà) és un club rus de basquetbol de la ciutat de Moscou.

## Història
El Dinamo va ser creat l'any 1923 a l'antiga URSS i era recolzat per la policia soviètica (GPU). A nivell local destacaren les dues lligues de l'URSS aconseguides els anys 1937 i 1948. A nivell internacional destacà la final assolida a la Recopa d'Europa de bàsquet, on perdé amb l'Slavia de Praga.
L'any 2001, el Dinamo reapareix al bàsquet rus amb el nom de MBC Dinamo Moscou i amb el suport de la societat Dinamo. El 2006 guanyà la Copa ULEB.

## Palmarès
- 1 Copa ULEB: 2006
- 2 Lliga soviètica de bàsquet: 1937, 1948